# إقليم الشمال الغربي الهادئ
إقليم الشمال الغربي الهادئ (بالإنجليزية: Pacific Northwest أو PNW) ويشار إليه كذلك باسم كاسكاديا (Cascadia) هو إقليم جغرافي في غرب أميركا الشمالية يحددها المحيط الهادئ غربا وسلسلة جبال كاسكاد شرقا (بشكل طليق). ولو لم يكن اتفاق تام على حدوده، فيضم في المفهوم الشائع له ولايتي أوريغون وواشنطن الأميركيتين إضافة إلى مقاطعة كولومبيا البريطانية الكندية. مفاهيم أعم تمدد حدوده لجنوب شرق ألاسكا ويوكون شمالا ولشمال كاليفورنيا جنوبا ولخط التقسيم القاري شرقا لتضم أيداهو وغرب مونتانا وغرب وايومنغ. مفاهيم أضيق قد تقتصر على شمال غرب الولايات المتحدة أو المناطق الساحلية غرب جبال كسكاد. وتنوع المفاهيم يمكن نسبه إلى عدة قواسم تاريخية وثقافية وجغرافية واجتماعية المشتركة في الإقليم.

## تعريف
تختلف تعريفات منطقة «شمال غرب المحيط الهادئ»، وحتى سكان شمال غرب المحيط الهادئ لا يتفقون على الحدود الدقيقة. يشمل المفهوم الأكثر شيوعًا ولايات أوريغون، وواشنطن، وأيداهو، ومقاطعة كولومبيا البريطانية الكندية.
تضمنت التعريفات الأوسع للمنطقة ولايات ألاسكا الأمريكية وأجزاء من ولايات كاليفورنيا ومونتانا ووايومنغ، بالإضافة إلى إقليم يوكون الكندي.
تمتد التعريفات المستندة إلى إقليم أوريغون التاريخي شرقًا إلى القسم القاري، وبالتالي تشمل غرب مونتانا وغرب وايومنغ بالكامل. في بعض الأحيان، تُعرف منطقة شمال غرب المحيط الهادئ بأنها شمال غرب الولايات المتحدة على وجه التحديد، باستثناء كندا.

## نبذة تاريخية

### الشعوب الأصلية
لقد احتلت مجموعة متنوعة من الشعوب الأصلية منطقة شمال غرب المحيط الهادئ لآلاف السنين. يرى بعض العلماء أن ساحل المحيط الهادئ اعتبِر الطريق الرئيسي للهجرة الساحلية في استيطان الأمريكتين من قبل شعوب أواخر العصر البلستوسيني الذين انتقلوا من شمال شرق آسيا إلى الأمريكتين.
تعززت فرضية الهجرة الساحلية بنتائج مثل التقرير الذي يشير إلى أن الرواسب في كهف بورت إليزا في جزيرة فانكوفر تشير إلى إمكانية وجود مناخ صالح للبقاء يعود إلى 16 ألف سنة مضت في المنطقة، في حين كانت الصفائح الجليدية القارية تقترب من أقصى امتداد لها. هناك أدلة أخرى على وجود الإنسان هناك منذ 14.5 ألف سنة مضت (14500 سنة مضت) تظهر في كهوف بيزلي في جنوب وسط ولاية أوريجون. ومع ذلك، وعلى الرغم من مثل هذه الأبحاث، لا تزال فرضية الهجرة الساحلية موضع جدال كبير.
بفضل غنى مصايد الأسماك على الساحل ونهر الشمال الغربي، طوّرت بعض الشعوب الأصلية في المنطقة مجتمعات مستقرة ومعقدة، بينما استمروا في ممارسة الصيد وجمع الطعام. يُعد ساحل شمال غرب المحيط الهادئ من الأماكن القليلة التي تطوّرت فيها مجتمعات معقدة من الصيادين وجامعي الثمار وظلت قائمة حتى تواصلها مع الأوروبيين. لذلك، كانت المنطقة مهمة بالنسبة للأنثروبولوجيين وعلماء الآثار الذين يسعون لفهم كيفية عمل هذه المجتمعات المعقدة. عندما وصل الأوروبيون لأول مرة إلى ساحل الشمال الغربي، وجدوا أحد أكثر مجتمعات الصيد وصيد الأسماك تعقيدًا في العالم، مع قرى مستقرة كبيرة ومنازل كبيرة وأنظمة للمكانة الاجتماعية والهيبة وشبكات تجارية واسعة النطاق والعديد من العوامل الأخرى المرتبطة بشكل أكثر شيوعًا بالمجتمعات القائمة على الزراعة المستأنسة. في المناطق الداخلية من شمال غرب المحيط الهادئ، كان لدى السكان الأصليين، في وقت الاتصال الأوروبي، تنوع في الثقافات والمجتمعات. كانت بعض المناطق موطنًا لمجتمعات متنقلة ومتساوية. كانت مناطق أخرى، وخاصة على طول الأنهار الرئيسية مثل كولومبيا وفريزر، تضم مجتمعات مستقرة معقدة وثرية تنافس مجتمعات الساحل.
في كولومبيا البريطانية وجنوب شرق ألاسكا، أقام الهايدا والتلينغيت أعمدة طوطمية كبيرة منحوتة بإتقان، أصبحت رمزًا للتقاليد الفنية في شمال غرب المحيط الهادئ. في مختلف أنحاء شمال غرب المحيط الهادئ، يعيش الآلاف من السكان الأصليين، ويواصل بعضهم ممارسة تقاليدهم الثقافية الغنية، «بتنظيم مجتمعاتهم حول الأرز والسلمون».

### الاستكشاف الأوروبي الأولي
أبحر الملاح البرتغالي جواو رودريغيز كابريلو لصالح التاج الإسباني، وأصبح في عام 1542 أول أوروبي يستكشف الساحل الغربي لما يعرف اليوم بالولايات المتحدة، ووصل إلى منطقة بونتا ديل آنيو نويفو شمال مونتيري. واصل بارتولومي فيرير الرحلة بعده، وربما يكون قد وصل إلى نهر روج على ساحل ولاية أوريغون.
بحلول عام 1579، أبحر القبطان الإنجليزي والقراصنة السابق فرانسيس دريك على طول الساحل الغربي لأمريكا الشمالية أثناء رحلته حول العالم. ربما وصل دريك إلى أقصى الشمال حتى 48 شمالًا وربما أجرى بعض التقييمات الأولية لقنوات الدخول الغربية إلى الممر الشمالي الغربي بموجب أمر سري ملكي. ثم اتجه جنوبًا إلى الأرض، لقلب السفينة، والراحة، ومواصلة الرحلة. في النهاية، وجد دريك وطاقمه خليجًا محميًا حيث هبطوا، إما في شمال غرب المحيط الهادئ أو شمال كاليفورنيا. تأسست اتصالات مع السكان الأصليين المحليين على مدار عدة أسابيع. أثناء وجوده على الشاطئ، ادعى دريك المنطقة للملكة إليزابيث الأولى باسم نوفا ألبيون أو نيو ألبيون. اقترِحت نظريات مختلفة بشأن موقع هبوط نيو ألبيون في شمال المحيط الهادئ، بما في ذلك النظريات المعترف بها من قبل المعالم التاريخية الوطنية للولايات المتحدة والمعالم التاريخية لكاليفورنيا في شاطئ بوينت رييس الوطني.
يُقال إن خوان دي فوكا، وهو قبطان يوناني يبحر لصالح التاج الإسباني، اكتشف مضيق خوان دي فوكا نحو عام 1592. سُمي المضيق باسمه، ولكن ما إذا كان قد اكتشفه أم لا ظل موضع تساؤل لفترة طويلة.
في أوائل أربعينيات القرن الثامن عشر، أرسلت الإمبراطورية الروسية الملاح الروسي المولود في الدنمارك فيتوس بيرينغ لاستكشاف المنطقة. بحلول أواخر القرن الثامن عشر وحتى منتصف القرن التاسع عشر، أسس المستوطنون الروس عدة مراكز ومجتمعات على الساحل الشمالي الغربي للمحيط الهادئ، ووصلوا في نهاية المطاف جنوبًا حتى حصن روس في كاليفورنيا. سُمي نهر الروسي على اسم هذا الوجود المحلي وثلاثة مواقع مزارع تقع على ضفافه.
في عام 1774، أرسل نائب الملك في إسبانيا الجديدة الملاح الإسباني خوسيه بيريز على متن السفينة سانتياغو إلى شمال غرب المحيط الهادئ. هبط بيريز على جزيرة هايدا غواي (جزر الملكة شارلوت) في 18 يوليو 1774. كان أقصى خط عرض شمالي وصل إليه هو 54°40′ شمالًا. تبع ذلك في عام 1775 بعثة إسبانية أخرى، تحت قيادة برونو دي هيسيتا وضمت خوسيه بيريز وخوان فرانسيسكو دي لا بوديجا إي كوادرا كضباط. في 14 يوليو 1775، هبطوا على شبه جزيرة أوليمبيك بالقرب من مصب نهر كوينولت. في 17 أغسطس 1775، رأى هيسيتا، وهو عائد جنوبًا، مصب نهر كولومبيا وأطلق عليه اسم باهيا دي لا أسونسيون. بينما أبحرت هيسيتا جنوبًا، واصلت كوادرا رحلتها شمالًا على متن السفينة الثانية للبعثة، سونورا، ووصلت إلى ألاسكا عند 59 درجة شمالًا. في عام 1778، زار البحار الإنجليزي الكابتن جيمس كوك مضيق نوتكا في جزيرة فانكوفر وأبحر أيضًا حتى لسان برينس وليام البحري.